# Eilema protuberans
Eilema protuberans är en fjärilsart som beskrevs av Moore 1878. Eilema protuberans ingår i släktet Eilema och familjen björnspinnare. Inga underarter finns listade i Catalogue of Life.